# Řád premonstrátských řeholních kanovníků

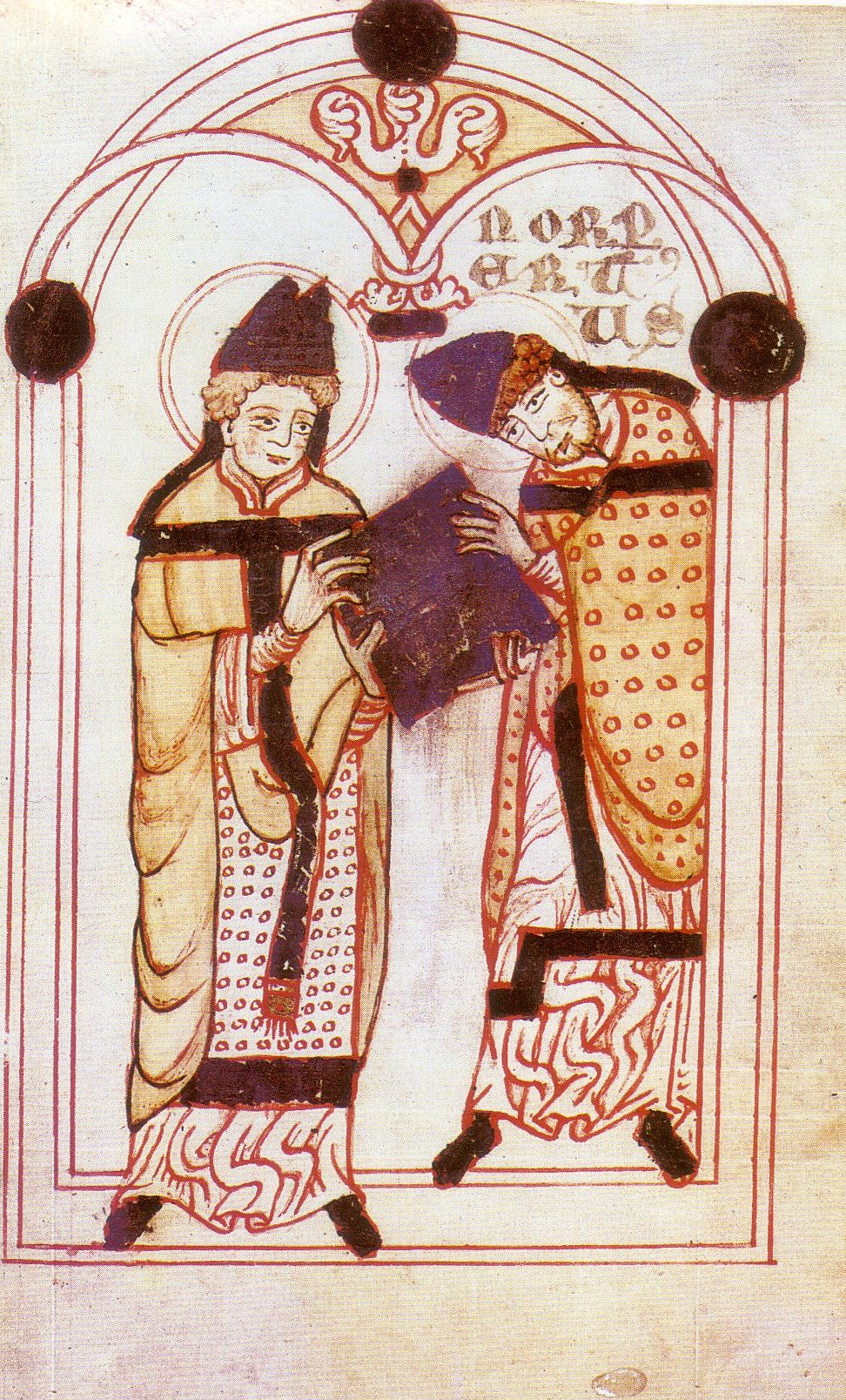
Sv. Augustin předává sv. Norbertovi svou Řeholi, kolem 1140

Řád premonstrátských řeholních kanovníků (Candidus et Canonicus Ordo Praemonstratensis, zkratka OPraem) je duchovní řád řeholních kanovníků (tedy nikoli mnišský řád). Má také svou ženskou větev (řeholní kanovnice premonstrátského řádu) a součástí premonstrátské rodiny je i Kongregace sester premonstrátek. Jeho členové se nazývají premonstráti, norbertini či (podle barvy oděvu) bílí bratři.

## Historie
| „ | Když r. 1138 biskup Jindřich Zdík pouť do sv. země vykonav, členy řádu praemonstratského, tak zvané „bílé kněze" do Čech uvedl, vydobyl jim na knížeti kromě jiných darů také ves Mnetěš (nynější Netěš) pod Řipem s celým kopcem i chrámcem Řipským. | “ |
| — | |   |

Název premonstráti vznikl podle jejich mateřského kláštera ve francouzském Prémontré, který založil v lesním údolí poblíž burgundského Laonu roku 1120 Norbert z Xantenu (působil nejprve jako kanovník, později jako putující kazatel). Jako samostatný řád potvrdil premonstráty roku 1126 papež Honorius II (zpočátku se nazývali norbertini).
Premonstrátský řád se stejně jako cisterciáci rychle šířil po Evropě. Oba řády vytvořily pevné a vlivné organizace, řízené z jediného centra – z původních klášterů. Jejich představitelé významně zasahovali i do politického života. Roku 1126 se Norbert stal arcibiskupem v Magdeburgu, který byl misijním arcibiskupstvím pro východní Evropu. Premonstráti poté působili jako misionáři mezi Polabskými Slovany, Prusy, Zemgaly a Litevci. Určitou roli hráli také při kolonizaci. Do druhého vatikánského koncilu užívali premonstrátský ritus.

## Charakteristika
Premonstráti se řídí řeholí sv. Augustina. Mezi hlavní zásady jejich řehole patřil asketický způsob života (ovšem ne tak přísný jako u cisterciáků či kartuziánů založených o málo dříve), konání kněžských povinností mezi věřícími (kázání, zpovídání), charita, rozvíjení vzdělání a vědy. Hlavní činností řádu je kazatelství, práce v duchovní správě, vědě a školství. Bratři premonstráti mají bílý řeholní oděv, skládající se z bílé tuniky, škapulíře, biretu a také cingula. Proto byli v minulosti nazýváni „bílí bratři“, dnes[kdy?] se s ním lze setkat jen minimálně. Bílé premonstrátské hábity jsou vyráběny například klauzurovanými sestrami premonstrátkami v Doksanech. Tento oděv přijal sv. Norbert údajně z rukou Panny Marie, která mu také „schválila“ jeho úmysl založit klášter v údolí Prémontré. Po vstupu do kláštera dostane každý bratr své řeholní jméno. Premonstrátským heslem je „Ad omne opus bonum parati“, které v češtině znamená „Připraveni ke každému dobrému dílu“. Znakem bratří jsou dvě zkřížené zlaté nebo stříbrné pastýřské hole (opatské berle) na modrém štítu posetém zlatými či stříbřitými liliemi.

## V českých zemích

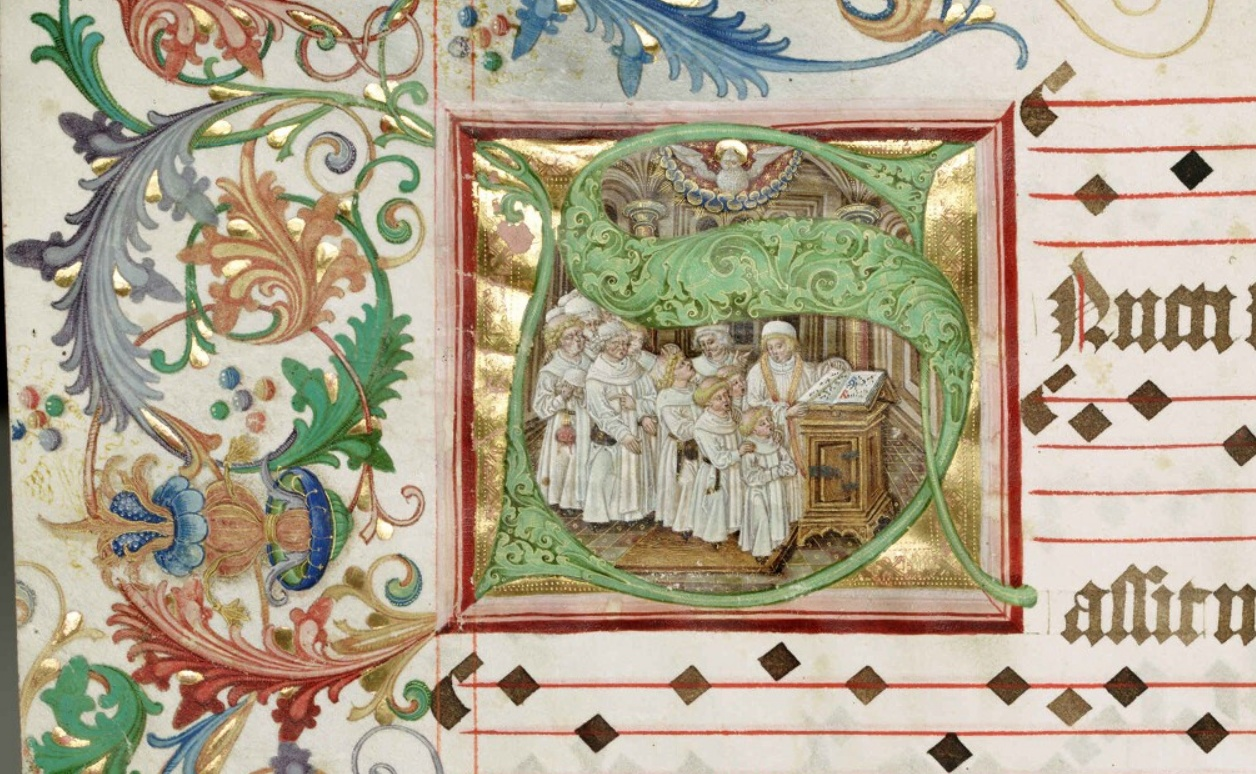
Premonstrátští řeholníci při společném zpěvu, Graduál loucký, strana 353

První premonstrátský klášter v Čechách byl založen roku 1143 na Strahově olomouckým biskupem Jindřichem Zdíkem, který premonstráty přivedl do českých zemí. Strahovský klášter je dosud hlavním centrem premonstrátů v Čechách. V čele strahovské kanonie stál po obnovení řeholního života opat Michael Josef Pojezdný, v r. 2018 byl jeho nástupcem zvolen Daniel Peter Janáček. Pod pravomoc strahovské kanonie spadá klášter Milevsko, dále jsou v České republice premonstrátské kláštery Teplá, Nová Říše a Želiv. Premonstráti působí ve farnostech po celém Česku, strahovští například na Svatém Kopečku u Olomouce, v Praze, Jihlavě, Bechyni, Holíči, Louckém klášteře u Znojma, Říčanech, nebo v Doksanech, kde byl v roce 1998 obnoven klášter premonstrátek, jímž premonstrátští kněží ze Strahova obstarávají duchovní správu. Premonstrátský klášter byl i v Brně-Zábrdovicích, založen 1209–1211 Lvem z Klobouk, zrušen roku 1784 císařem Josefem II. a přeměněn ve vojenskou nemocnici. Majetek kláštera byl zčásti rozprodán, zčásti rozkraden.

## Členové
V roce 1990 měl řád 73 klášterů s 1349 členy, z nichž mělo 979 kněžské svěcení.

### Někteří významní členové řádu
- Norbert z Xantenu (kolem 1082–1134), zakladatel řádu
- Jarloch (1165–1228), opat Milevského kláštera
- Jan Lohelius (1549–1622), strahovský opat a arcibiskup pražský
- Prokop Diviš (1698–1765), český vynálezce
- Johann Zahn (1641–1707), německý vynálezce (camera obscura)
- Michael Daniel Marave (1741–1818), poslední opat kláštera v Brně-Zábrdovicích
- Karel Kašpar Reitenberger (1779–1860), opat kláštera v Teplé a zakladatel Mariánských Lázní
- Pavel Jan Souček (1877–1943), oběť nacismu, opat kláštera v Nové říši
- Augustin Machalka (1906–1996), opat kláštera v Nové říši, odsouzen na 25 let v procesu Machalka a spol., vězněn 10 let
- Bohumil Vít Tajovský (1912–1999), opat Želivského kláštera, odsouzen na 20 let v tomtéž procesu, vězněn rovněž 10 let
- Werenfried van Straaten (1913–2003), zakladatel mezinárodní charitativní organizace Církev v nouzi
- Heřman Josef Tyl (1914–1993), vězeň nacismu i komunismu, opat kláštera v Teplé